# Сморжів (Рівненський район)
Сморжі́в — село в Україні, у Зорянській сільській громаді Рівненського району Рівненської області. Населення становить 292 осіб.

## Населення

### Мова
Розподіл населення за рідною мовою за даними перепису 2001 року:
| Мова       | Кількість | Відсоток |
| ---------- | --------- | -------- |
| українська | 289       | 98,98%   |
| російська  | 1         | 0,34%    |
| білоруська | 1         | 0,34%    |
| болгарська | 1         | 0,34%    |
| Усього     | 292       | 100%     |

## Відомі люди
- Івахнюк Антін (25 січня 1906, с. Сморжів, нині Рівненського р-ну Рівненської обл. — 27 травня 2001, Торонто, Канада) — громадський діяч і меценат. Член «Пласту». Дійсний член Хорватської АН, НТШ, член товариства «Просвіта». Почесний член Об'єднання колишніх Вояків УПА США і Канади[2].
- Таршин Надія Павлівна (нар. 20 травня 1949, с. Сморжів, нині Рівненського р-ну Рівненської обл.) — українська поетеса, авторка чотирьох поетичних збірок.

## Галерея

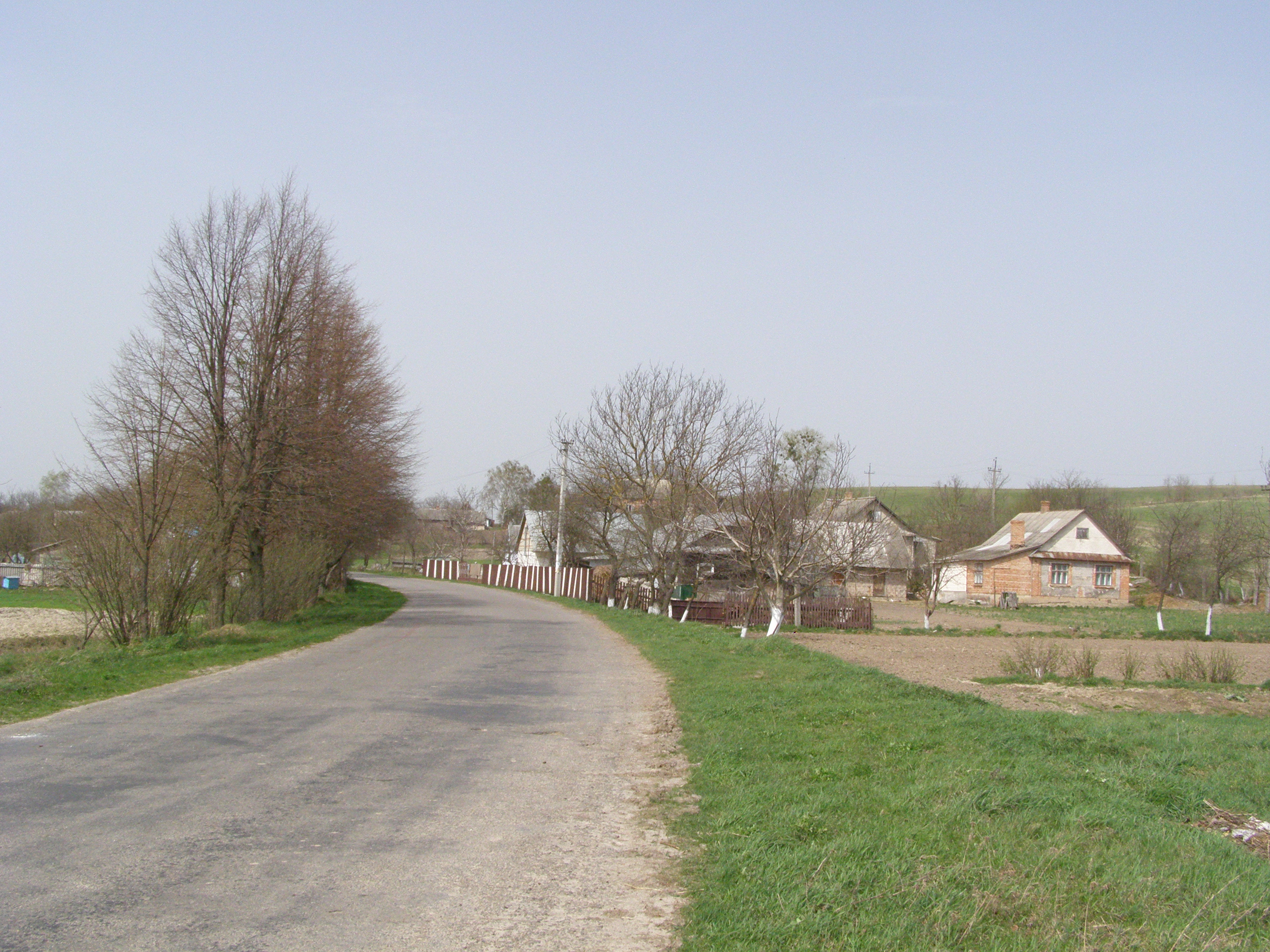
Головна вулиця
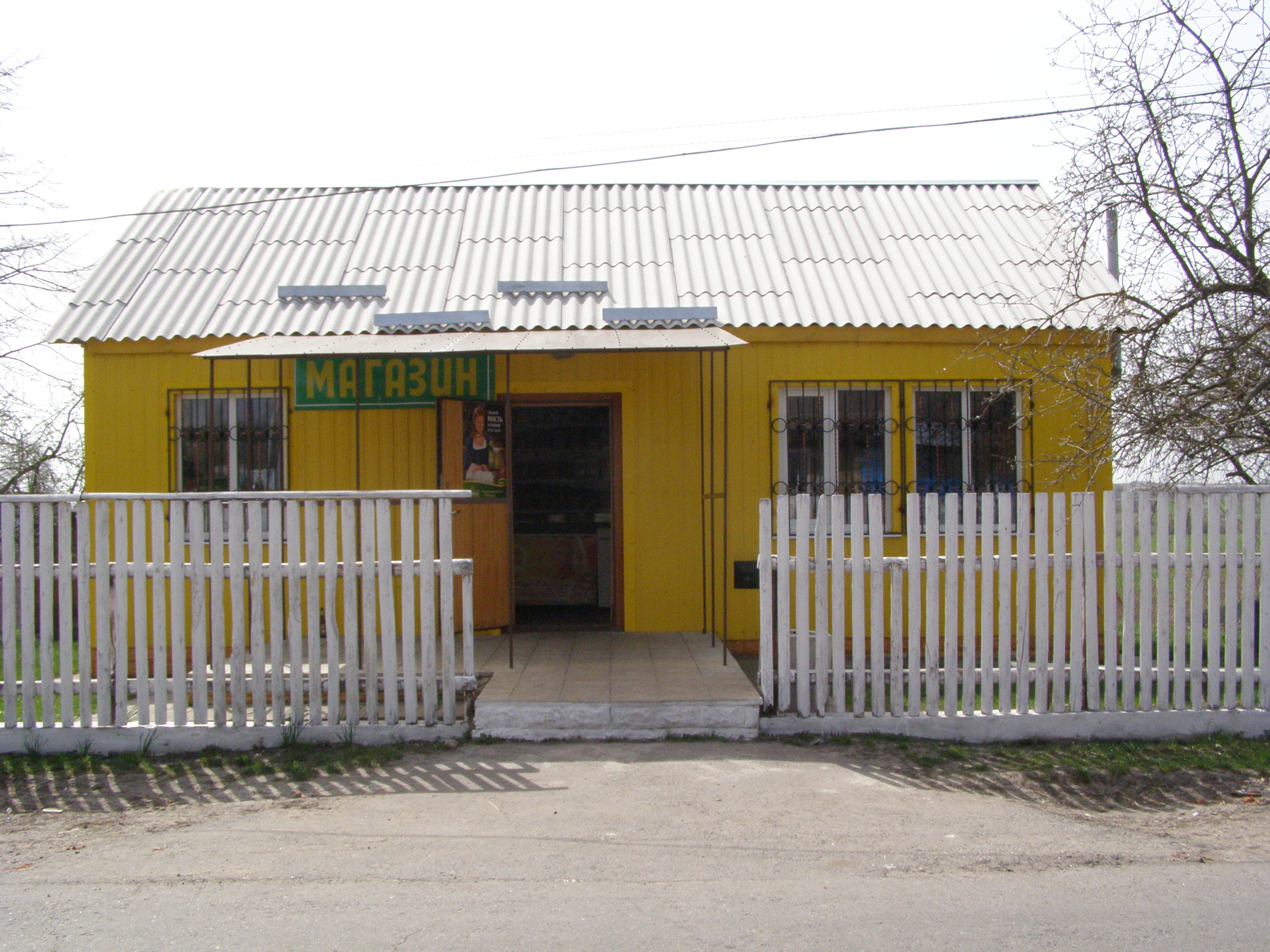
Магазин
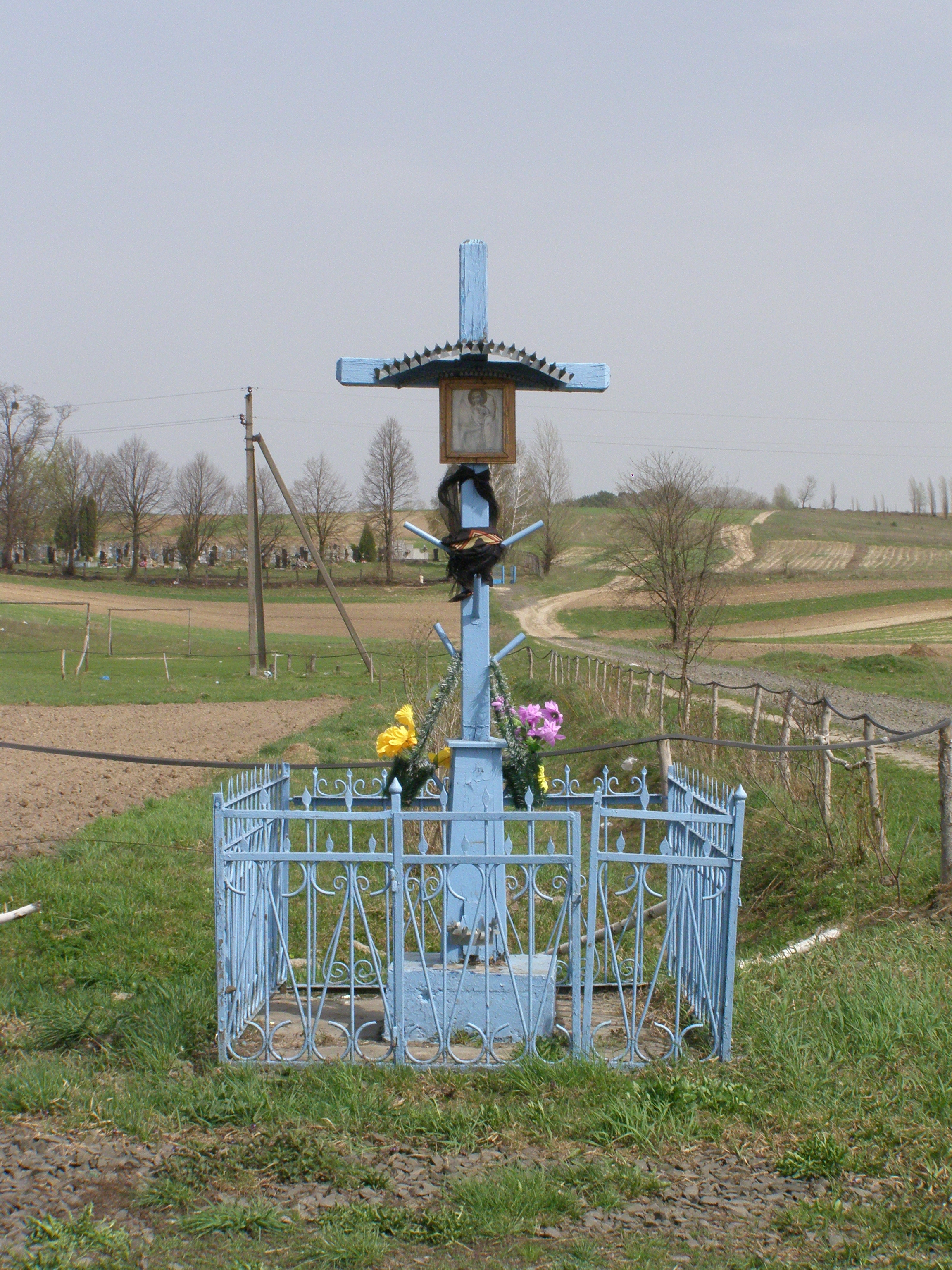
Хрест на роздоріжжі
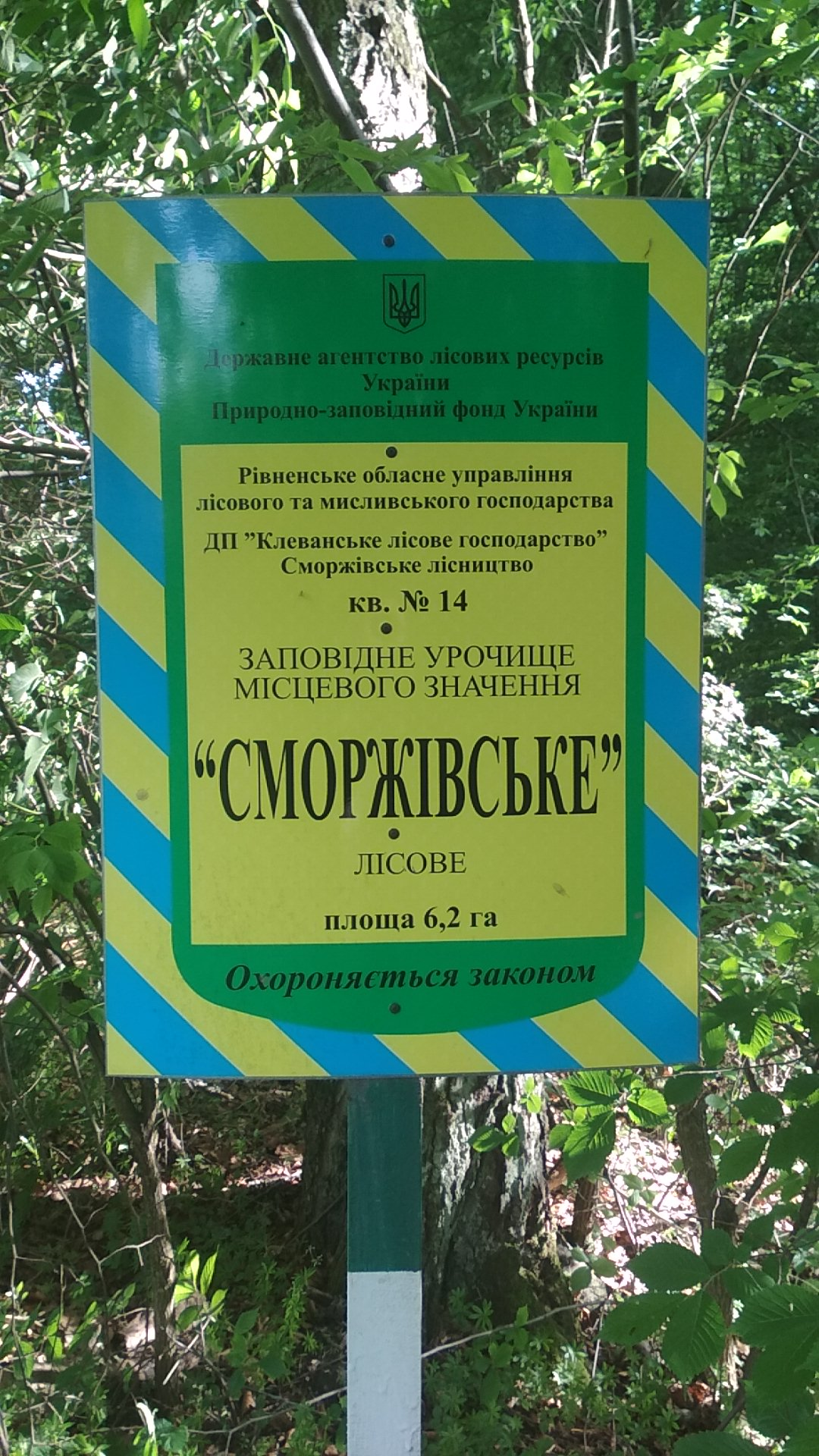
Сморжівське лісництво
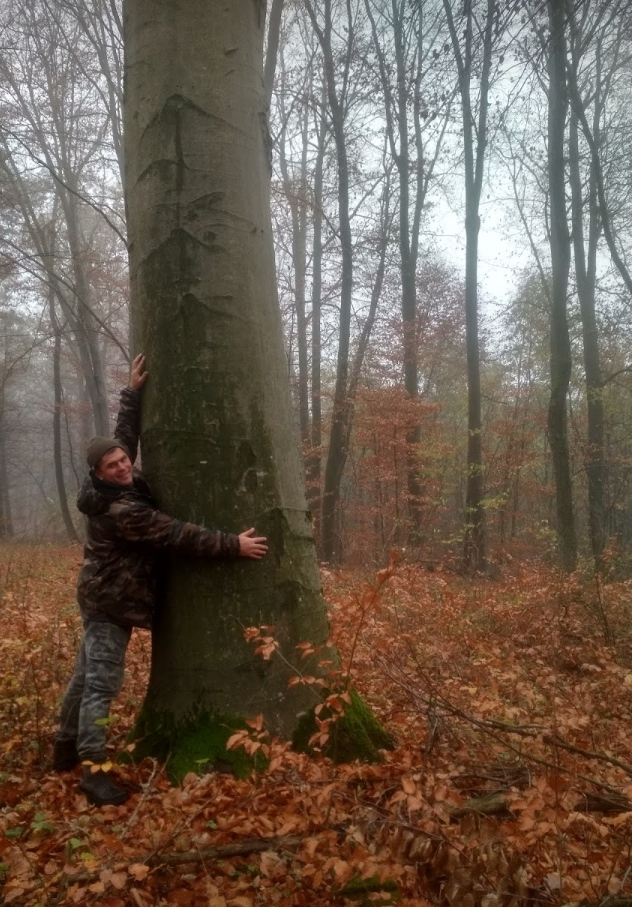
Бук в заповідному урочищі